# Чесноков, Николай Яковлевич
Николай Яковлевич Чесноко́в (3 октября (16 октября) 1898, деревня Бродовская, Девятинское поселение, Вытегорский район Вологодской области, Российская Империя — 11 июня 1962, Ленинград, СССР) — советский оперный певец (тенор), актёр, педагог. Окончил Ленинградскую консерваторию по двум факультетам — оперному и камерному — в 1931 году. В Малом оперном театре — с того же года.

## Биография
Родился 3 (16) октября 1898 года в семье Якова Ильича и Прасковьи Васильевны Чесноковых. Был младшим, шестым ребенком в семье. Начальное образование получил, окончив в 1912 году 2 класса церковно-приходской школы. Пел в церковном хоре. После смерти отца в 1911 году, а в 1915 году — матери, остался на попечении старшей сестры Александры. 
В 1917 году был призван в армию, где служил писарем. В феврале 1918 года демобилизовался. В мае 1918 года поступил счетоводом на предприятие « Водный транспорт», одновременно занимался в вокальном кружке при клубе водников. 
В 1921 году по совету заслуженного артиста республики, — Шаронова В. В., приезжавшего с бригадой артистов с концертами по Мариинской водной системе, поступил в Ленинградскую Консерваторию, где окончил научные классы и исполнительский факультет (оперного и камерного пения). Его преподавателями оперного искусства были выдающиеся вокалисты того времени: Иоаким Тартаков, Николай Большаков, Иосиф Супруненко, Иосиф Томарс, Иван Ершов и другие. 
Артистическую деятельность начал ещё учась в Консерватории. В 1926 году был принят на разовые выступления в Мариинский театр. 
В августе 1928 был в составе делегации оперной студии Ленинградской консерватории на Зальцбургском фестивале в Австрии, где исполнил партию Панкрассио в опере «Саламанская пещера» (нем. Die Höhle von Salamanca; 1923, по Сервантесу) Бернхарда Паумгартнера, за что получил блестящий отзыв в австрийской прессе. 
Сразу по окончании консерватории в 1931 году был принят в оперную труппу Академического Малого оперного театра (МАЛЕГОТ)
Обладал самобытной и узнаваемой с первых минут манерой исполнения, мощным талантом драматического артиста, блестяще исполнял остро-характерные роли. За период службы в театре с 1931 по 1958 год исполнил более восьмидесяти пяти оперных и опереточных партий.
С 1941 по 1944 находился с театром в эвакуации в г. Чкалов (Оренбург). 
С 1944 по 1948 год совмещал работу в двух театрах: МАЛЕГОТе и в Академическом театре оперы и балета имени Кирова. 
Одновременно с оперной деятельностью с 1926 года работал в качестве камерного певца в Ленинградской областной Филармонии, ЛенгосЭстраде, Музфонде. 
В 1943 году был командирован для обслуживания частей Советской армии Сталинградского, Воронежского, Волжского и Ленинградского фронтов для участия в концертах.
В 1944 году по приглашению Союза Кино снялся вместе с артистами Большого театра СССР Григорием Большаковым, Лилией Гриценко, Максимом Михайловым и др, в первой советской кино-опере «Черевички» (режиссёр Надежда Кошеверова), в которой замечательно исполнил роль Дьяка. 
В течение 30 лет пел на радио (Редакция Музыкального и Детского вещания), исполнил в общей сложности более 950 произведений различных авторов.
С 1940 года выступал по телевидению. В период с 1939 по 1954 годы был записан ряд пластинок для звукозаписывающих студий.
В 1958 году перешёл на преподавательскую работу в Ленинградском театральном институте имени Островского (ЛГИТМиК), продолжая выходить на сцену Малого оперного театра в отдельных спектаклях. 
Скончался после продолжительной болезни 11 июня 1962 года в Ленинграде. 

## Оперный репертуар вМалом оперном театре

### Партии (краткий список)
Бламанже «Помпадуры»
Бобыль «Снегурочка»
Бомелий, Лыков, Парень «Царская невеста»
Вашек «Проданная невеста»
Винокур «Майская ночь»
Гвидон «Золотой петушок»
Гийо «Манон»
Горо, Ямадори «Чио-чио-сан»
Государственный казначей «Разбойники»
Дон Базилио «Свадьба Фигаро»
Задрипанный мужичок «Леди Макбет Мценского уезда»
Князь Щербацкий «Именины»
Ленский, Трике «Евгений Онегин»
Лукич «Поднятая целина»
Мозер «Мейстерзингеры»
Нотариус «Кола Брюньон»
Оттокар «Цыганский барон»
Пантелей Мелехов, Мишук, Запевало, Сушамедший «Тихий дон»
Попович, Грицко «Сорочинская ярмарка»
Рахим Бай «Мятеж»
Ромендадо «Кармен»
Рыжий, Прохожий «Мать»
Сполетта «Тоска»
Терентий «Комаринский мужик»
Чекалинский «Пиковая дама»
Школьный учитель — «Черевички»
Шут «Воевода»
Юродивый «Борис Годунов»
Оперетты «Бокаччио» и «Нищий студент»

## Оперный репертуар вЛенинградском государственном академическом театре оперы и балета имени С. М. Кирова

### Партии (краткий список)
Гастон «Травиата»
Дьяк «Ночь перед Рождеством»
Елустаф «Дуэнья»
Ерошка «Князь Игорь»
Менестрель «Орлеанская дева»
Паисий «Чародейка»
Подъячий «Хованщина»
Трике «Евгений Онегин»

## Преподавательская деятельность
С 1958 по 1962 год преподавал в Ленинградском театральном институте имени Островского (ЛГИТМиК), сейчас — Российский государственный институт сценических искусств (РГИСИ).

## Фильмография
Дьяк — Художественный фильм-опера «Черевички» — 1944 года, режиссёры Н. Кошеверова и М.Шапиро

## Записи для звукозаписывающих студий (краткий список)
Дремлют плакучие ивы, романс — Ленмузтрест (Ленинград)
На заре ты её не буди — Ленмузтрест (Ленинград)
Песня прохожего (Мать) — Ленмузтрест (Ленинград)
Песня рябого парня (Поднятая целина) — Ленмузтрест (Ленинград)
Про Петю — Ленмузтрест (Ленинград)
Дома-ль, кума, воробей? — Ленмузтрест (Ленинград)
Под чарующей лаской твоей, романс — Ленмузтрест (Ленинград)
О, позабудь былые увлеченья, романс — Ленмузтрест (Ленинград)
Опера «Черевички»: Песня школьного учителя — Ленмузтрест (Ленинград)
Зимний вечер, романс — Ленмузтрест (Ленинград) — 1939
Где твое личико смуглое, романс — Артель «Пластмасс» — 1948
Северный охотник, песня — Артель «Пластмасс» — 1950
Чижи, песня — Артель «Пластмасс» — 1950
Ночные цветы (Белые бледные), романс — Артель «Пластмасс» — 1950
Я помню вальса звук прелестный, романс — Артель «Пластмасс» — 1950
Паровоз; Дремота и зевота — детская песня — Артель «Пластмасс» — 1950
Янек, комическая песня — Артель «Пластмасс» — 1950
Говорят про октябрят — Артель «Пластмасс» — 1950
Ах, зачем эта ночь — Артель «Пластмасс»

## Интересные факты
В 30-е годы активно сотрудничал с композитором Сергеем Прокофьевым и участвовал в его авторских концертах в Ленинградской Филармонии, исполняя труднейшие, абсолютно авангардные для того времени и очень долгое время никем из других теноров не исполненные пьесы «Гадкий утёнок» и «Под крышей». Обе пьесы настолько неоднозначные, что по официальным и неофициальным источникам, исполнять их отказались все ведущие ленинградские теноры с которыми Прокофьев вел переговоры.
Был дружен с выдающимся русским ученым, академиком, нобелевским лауреатом, физиологом Иваном Петровичем Павловым